# 25561 Leehyunki
25561 Leehyunki (tên chỉ định: 1999 XN173) là một tiểu hành tinh vành đai chính. Nó được phát hiện bởi dự án Nghiên cứu tiểu hành tinh gần Trái Đất Lincoln ở Socorro, New Mexico, ngày 10 tháng 12 năm 1999. Nó được đặt theo tên Lee Hyun Ki, a Chinese high school student whose computer science team project won first place ở the 2009 Giải thưởng Khoa học và Kỹ thuật Intel.